# Ecrizotes filicornis
Ecrizotes filicornis är en stekelart som först beskrevs av Thomson 1876.  Ecrizotes filicornis ingår i släktet Ecrizotes och familjen puppglanssteklar. Arten är reproducerande i Sverige. Inga underarter finns listade i Catalogue of Life.